# Charlie-27
El Capitán Charlie-27 es un personaje ficticio de la Tierra-691 del Universo de Marvel Comics, y miembro fundador del grupo Guardianes de la Galaxia.
El personaje fue retratado por el actor Ving Rhames en la película Guardianes de la Galaxia vol. 2. (2017)

## Historia de la publicación
Charlie-27 apareció por primera vez en Marvel Super-Heroes # 18 (enero de 1969), y fue creado por Arnold Drake y Gene Colan.

## Historia del personaje
Charlie-27 es un soldado y un piloto en la milicia espacial, fue genéticamente modificado para vivir en la gravedad de Júpiter, nació en Ciudad Galileo, Júpiter. Como tal, tiene once veces la masa muscular de un ser humano normal. También fue capitán en "United Lands of Earth Space Militia".
En el año 3007, los alienígenas Badoon invadieron el sistema solar, realizando diversos actos de genocidio. Charlie es el único sobreviviente de su mundo por estar en una misión espacial hace seis meses. Regresa a las ciudades flotantes, y encuentra su ciudad tomada por los Badoon. Tiene la esperanza de encontrar a su familia, pero oye a una Badoon mencionar que son los últimos sobrevivientes de Júpiter por lo que termina escapando teletransportándose a Plutón (sin conocer a Halcón Estelar, él había modificado el teletransportador para introducir a Charlie en el lugar). Une fuerzas con Martinex, el único sobreviviente de Plutón. A continuación, los dos van a la Tierra con el teletransportador y conocer a Yondu, y Vance Astro para formar a los Guardianes de la Galaxia, un grupo de luchadores por la libertad. En el año 3014, se asocian con los viajeros del tiempo la Mole, el Capitán América y Sharon Carter para retomar la Ciudad de Nueva York de las fuerzas Badoon. Más tarde los Guardianes viajaron en el tiempo al siglo XX, y se reunieron con los Defensores. Luego volvieron al año 3015 con Halcón Estelar y los Defensores para derrotar una invasión Badoon.
Charlie-27 partió más tarde en una misión espacial y conoció a Nikki, que se unió a los Guardianes de la Galaxia. Luego visitó el planeta Asylum. Charlie ayudó a derrotar al Hombre topográfico. Charlie luego aprendió cómo Silver Surfer evitó el intento de invasión Badoon original a la Tierra en el siglo XX. Más tarde se reunió con Aleta y se enteró del origen de Halcón Estelar. Él luchó contra los saqueadores de Arcturus. Charlie después descubrió la estación espacial Drydock, que los Guardianes utilizaron como base de operaciones durante un tiempo.
Charlie después se asoció con el viajero del tiempo Thor en la batalla contra Korvac y sus secuaces. Con los Guardianes de la Galaxia, Charlie-27 viajó hasta la actualidad, en la búsqueda de Korvac. Se reunió con los Vengadores, y salvó la vida del joven Vance Astrovik. Charlie ayudó a los Vengadores en la lucha contra Michael Korvac. Él intentó una reunión de los miembros Vengadores, pero terminó separándose de los Vengadores. Charlie intentó impedir la reunión de los mismos Vance Astro del siglo XX y del 31, y luchó contra la Mole para hacerlo. Con los Guardianes, regresó al siglo XXXI.
Charlie y los Guardianes fueron en una búsqueda para encontrar el escudo perdido del Capitán América. Luchó contra Taserface y los Stark. Se encontró con el Señor del Fuego y derrotó a los Stark. Peleó contra el equipo conocido como la Fuerza superhumana. Se encontró con Malevolencia. Él encuentra a Haven, en una colonia perdida de la Tierra fundada por los mutantes. Luchó contra Rancor y sus lugartenientes.
Charlie una vez tuvo una relación sentimental con su compañera Guardiana Nikki, pero los dos rompieron. Siguen siendo amigos.
Aunque desde el futuro, Charlie-27 se las arregla para participar en la Guerra del Infinito. Él y su equipo salvan la mansión de los Vengadores de una invasión de los Maestros del Mal. A continuación, ambos equipos luchan contra duplicados malvados de sí mismos que fueron enviados por Magus.
Al igual que con el resto del equipo, la última aparición de Charlie está en un misterioso planeta ya que el equipo se había perdido en el espacio y el tiempo.

## Poderes y habilidades
Charlie-27 es miembro de una rama de ingeniería genética de la humanidad, cuyos rasgos fueron diseñados para sobrevivir bajo las condiciones de gravedad pesados del planeta Júpiter. Como tal, tiene una fuerza superhumana, y una mayor durabilidad y resistencia.
Charlie está entrenado en el combate cuerpo a cuerpo como un miliciano. También tiene la habilidad de piloto en aeronaves, naves espaciales del siglo 31, incluyendo naves espaciales de los Guardianes.

## Otros medios

### Cine
Charlie-27 está interpretado por Ving Rhames en la película de 2017, Guardianes de la Galaxia vol. 2. Él primero se ve entre los devastadores que asisten al entierro de Yondu después de la lucha con Ego. Charlie-27 aparece más tarde en una escena poscréditos en la que interactúa con el equipo original de héroes de Yondu.

### Juegos
Charlie-27 es un personaje del set de Marvel, Galactic Guardians del juego de miniaturas: Heroclix.